# Junonia admiralitatis
Junonia admiralitatis är en fjärilsart som beskrevs av Rothschild 1915. Junonia admiralitatis ingår i släktet Junonia och familjen praktfjärilar. Inga underarter finns listade i Catalogue of Life.